# Jolly's Bottom
Jolly's Bottom – wieś w Anglii, w Kornwalii. Leży 32 km na północny wschód od miasta Penzance i 379 km na zachód od Londynu.